# Унгурень (Ваду-Сепат, Прахова)
Унгурень, Унгурені (рум. Ungureni) — село у повіті Прахова в Румунії. Входить до складу комуни Ваду-Сепат.
Село розташоване на відстані 70 км на північ від Бухареста, 29 км на схід від Плоєшті, 135 км на захід від Галаца, 91 км на південний схід від Брашова.

## Населення
За даними перепису населення 2002 року у селі проживали 820 осіб, усі — румуни. Усі жителі села рідною мовою назвали румунську.